# Sburătorul

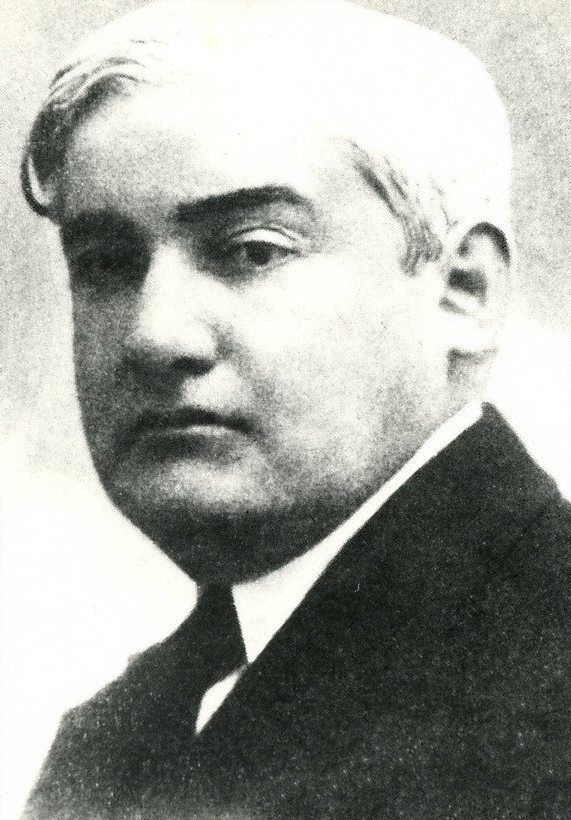
Criticul literar Eugen Lovinescu, gazda Cenaclului „Sburătorul”

Sburătorul  desemnează o grupare literar-artistică românească de avangardă, un cenaclu literar -  Cenaclul „Sburătorul“  - unul dintre cele mai importante grupări ale scriitorilor români interbelici și o revistă periodică literar-artistică de orientare modernistă și sincronistă,  Revista „Sburătorul“ .
Animatorul, organizatorul și omul cheie al grupării, cenaclului și revistei a fost criticul și istoricul literar, teoreticianul literaturii române și sociologul culturii, Eugen Lovinescu.

## Revista „Sburătorul“
Sburătorul  a fost o revistă periodică literar-artistică modernistă și un cenaclu literar, pornite la București în aprilie 1919. Sub conducerea lui Eugen Lovinescu, cercul de scriitori a fost esențial în extinderea spectrului literaturii române de la simbolismul românesc  la temele urbane ale realismului și ale avangardei artistice. 

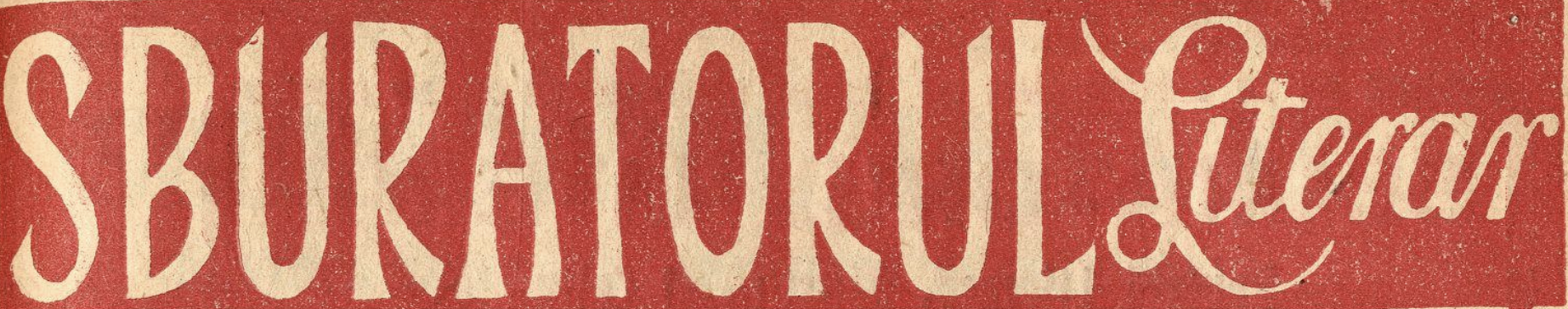
Antetul revistei „Sburătorul literar”, 1921

Revista Sburătorul, subintitulată Revistă literară, artistică și culturală a fost publicată în două serii, 19 aprilie 1919 - 7 mai 1921 și ulterior între martie 1926 - iunie 1927, la care se adăuga și un săptămânal numit Sburătorul Literar, care a fost publicat între septembrie 1921 și decembrie 1922. Printre colaboratorii constanți, menționați pe a doua pagină a primului număr, se află nume precum: Zaharia Bârsan, Al. Cazaban, George Caïr, Radu Cosmin, Nicolae Davidescu, V. Demetrius, Ion Dragoslav, Victor Eftimiu, Elena Farago, Ion Sân-Giorgiu, George Gregorian, Alfred Moșoiu, Constanța Marino-Moscu, A. Mândru, Claudia Millian, Corneliu Moldovanu, Ion Minulescu, D. Nanu, Hortensia Papadat-Bengescu, Mircea Rădulescu, Liviu Rebreanu, G. Rotică, Radu D. Rosetti, Al. T. Stamatiad, Alexandrina Scurtu, Mihail Sorbul, G. Stratulat, Caton Theodorian, Tudor Vianu, I. C. Vissarion. Acestora li se vor adăuga, în timp, F. Aderca, Camil Baltazar, Ion Barbu, Gheorghe Brăescu, G. Călinescu, Ion Călugăru, Pompiliu Constantinescu, B. Fundoianu, George Murnu, Perpessicius, Ion Pillat, Ramiro Ortiz, Vladimir Streinu, Ilarie Voronca ș.a.

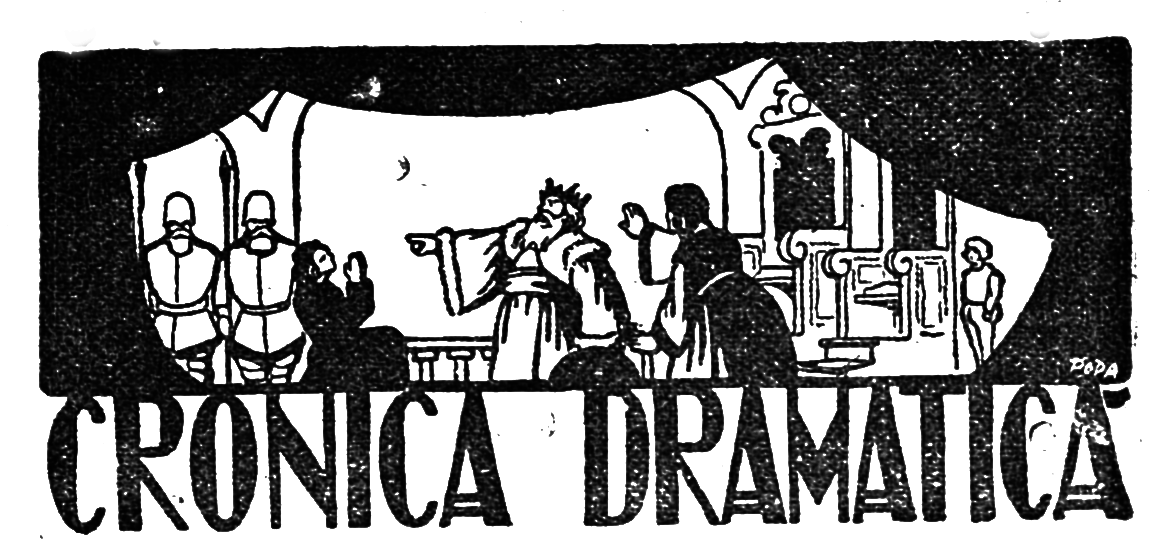
Antetul cronicii dramatice, revista Sburătorul literar

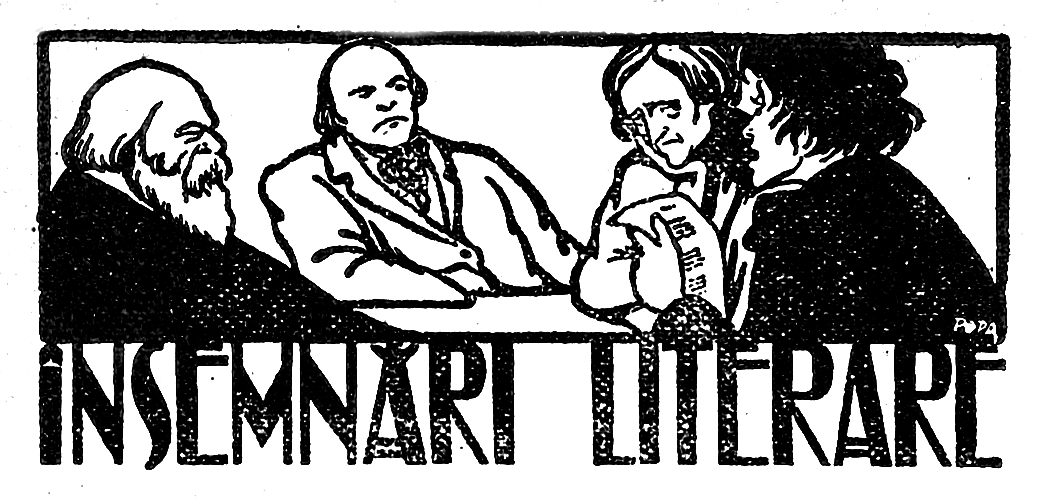
Antetul secțiunii „Însemnări literare”, revista Sburătorul literar, 1921.

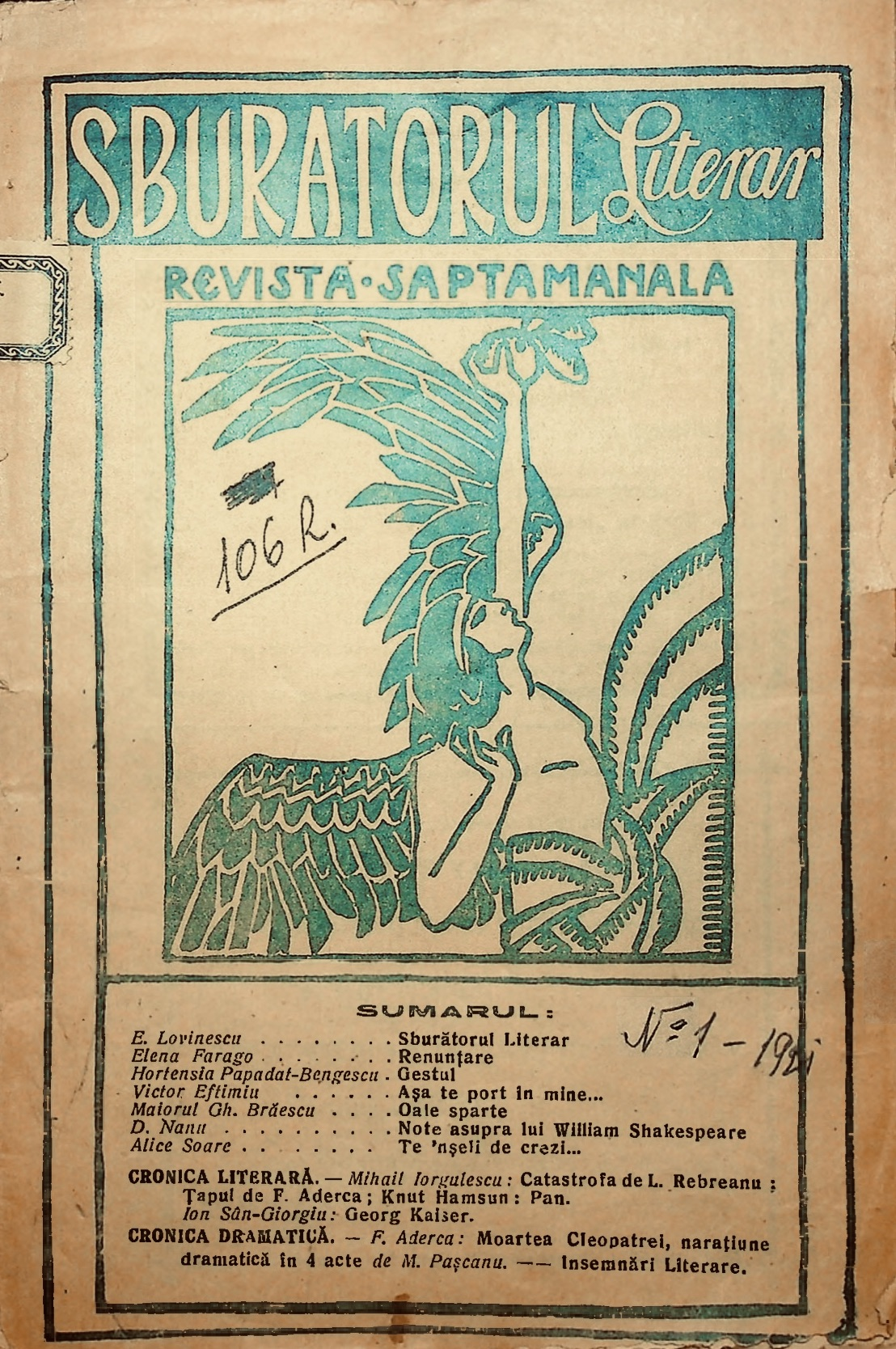
Numărul 1 din Sburătorul literar, 17 sept 1921.

În timpul perioadei sale de apariție, mișcarea artistică și membri cenaclului Sburătorul s-au angajat constant într-o polemică literară cu partizanii stilurilor tradiționale ce își aveau sorgintea în secolul trecut, dar apăruseră la începutul anilor 1900, așa cum fusese revista Sămănătorul, fondată de poeții Alexandru Vlahuță și George Coșbuc, apărută între 1901 și 1910, adevărată tribună a neoromantismului și al naționalismului etnic. Mai mult, Eugen Lovinescu combătea el însuși împotriva vederilor etnocentriste ale lui Nicolae Iorga referitoare la cultura teritoriilor medievale românești.
În Dicționarul general al literaturii române, rolul revistei este prezentat astfel: 
„Sburătorul este o revistă pe care tocmai miza estetică o ferește de segregaționismul practicat de multe reviste ale epocii. Fără un program estetic bine precizat de la început, publicând scriitori din generații diferite și cu diverse orientări literare, propunând-și să cultive literatura valoroasă indiferent de orientarea ei ideologică, sprijinind apoi scriitorii tineri, impunând câteva nume mari ale literaturii interbelice, precum Camil Petrescu, Hortensia Papadat-Bengescu, Ion Barbu, orientând literatura spre obiectivare și urbanizare, promovând opțiunea estetică a criticii literare, S. este o revistă esențială în evoluția literaturii române și, nu în ultimul rând, este spațiul în care E. Lovinescu și-a rafinat stilul și unde și-a prezentat multe dintre teoriile care vor imprima literaturii române direcția spre modernizare.“

## Cenaclul literar „Sburătorul“
Cenaclul „Sburătorul“ a fost unul dintre cele mai importante grupări ale scriitorilor români. Întâlnirile literare se țineau în locuința criticului E. Lovinescu (în str. Câmpineanu nr. 40, apoi Câmpineanu 31 și, ulterior, în Bulevardul Elisabeta 95). Locuința Criticului devenise astfel o casă „a tuturor”.

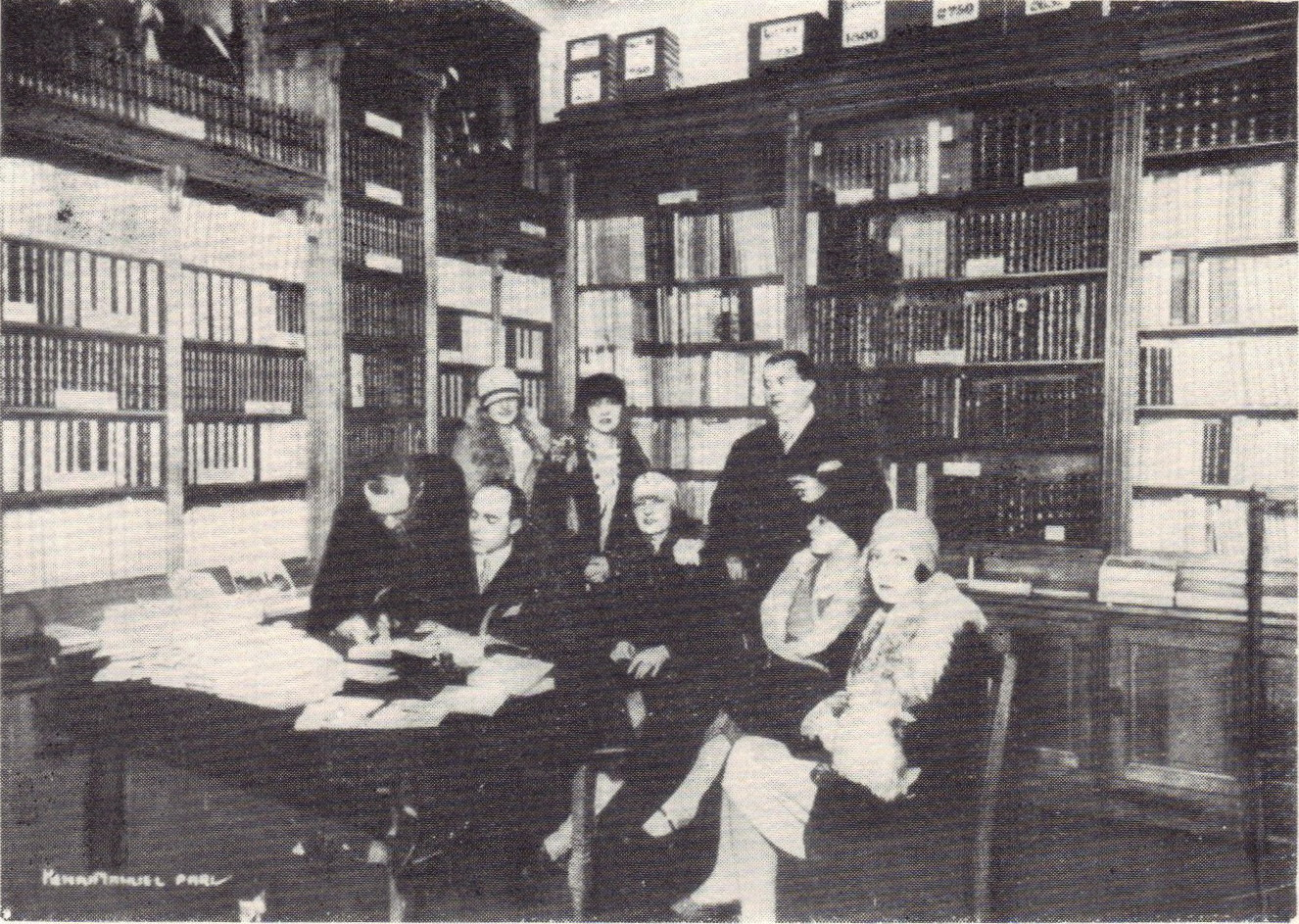
Hortensia Papadat-Bengescu la una dintre ședințele cenaclului „Sburătorul”

Printre participanții cei mai fideli se număra și: Gheorghe Brăescu, Hortensia Papadat-Bengescu, Ludovic Dauș, Ramiro Ortiz, Ion Petrovici, Dumitru Nanu, Victor Eftimiu, George Murnu, Liviu Rebreanu, Caton Theodorian, Tudor Vianu. Au colaborat, de asemenea, cu diferite grade de participare, și alte nume mari ale literaturii române, precum au fost: Ion Barbu, George Călinescu, Anton Holban, Perpessicius și Camil Petrescu.
Întâlnirile aveau loc aproape în fiecare zi, în modul cel mai firesc cu putință, fiindcă locuința criticului era deschisă oricui. Ușile casei sale erau totodată, pentru tinerii scriitori, calea către consacrare. Ioana Pârvulescu, într-un articol intitulat „Acasă la E. Lovinescu”, descrie „ritualul” vizitelor la Lovinescu:  
„Locul în care îl puteai găsi însă cu certitudine pe Lovinescu era acasă la el. Spre deosebire de alți critici, avea casă deschisă șapte zile pe săptămînă, nu inclusiv duminicile, ci mai ales duminicile. Adresa lui nu trebuia cerută și notată pe o bucățică de hîrtie, era vie, adică în uz curent, ca orice adresă publică. Să-i faci o vizită lui Lovinescu ținea de curiozitate, de necesitate, de ritual. Probabil că dintre toți interbelicii este criticul care a stat cel mai puțin singur și, dacă n-ar fi fost diminețile și vacanțele de vară de la Fălticeni, te-ai putea întreba cînd a scris, după expresia lui, un „vagon de cărți“.“
Într-una dintre monografiile recente dedicate acestei grupări, Grup sburător. Trăitul și scrisul împreună în cenaclul lui E. Lovinescu, Ligia Tudurachi prezintă de asemenea „cadrul de viață” destins și participativ în care avea loc comunicarea culturală: 
„'În ciuda predefinirii unor reguli și a respectării lor, nimeni nu se simte obligat la absolut nimic. Fiecare intră când și unde vrea în programul lovinescian. Criticul nu știe de dinainte în prezența cui își va petrece după-amiaza, din cine se va forma «le petit comité», ori cine va citi în fața lui: citește necunoscutul care se întâmplă să-i intre atunci, pentru prima oară, pe ușă. Nu știe nici cu cine se va plimba prin Cișmigiu. Nici cu cine va mânca duminică seara. Fiindcă, chiar dacă el invită, alegerea o face pe loc, în funcție de prezențele la cenaclu, pe care nu le controlează. Totul se face din mers, deci totul rămâne la latitudinea fiecăruia. Viața lui Lovinescu, cu numărul ei redus de acțiuni repetitive, oferă grupului avantajul unui cadru de viață care, deși structurat, nu induce obligații. Ea nu se impune ca un model de urmat, ci invită la participare.''

## Sincronismul și „Sburătorul”
Revista își propunea de asemenea să promoveze scriitorii tineri și o literatură întemeiată pe teoria sincronizării și a împrumuturilor culturale. În jurul ei s-a constituit cenaclul „Sburătorul”, care a funcționat până după moartea lui Lovinescu (16 iulie 1943). Printre colaboratori se numărau și George Călinescu, Tudor Vianu, Perpessicius, Liviu Rebreanu, Camil Petrescu, Hortensia Papadat-Bengescu, Anton Holban, Gheorghe Brăescu, Ion Barbu și mulți alții.